# 1362年
| 千纪： | 2千纪 |
| 世纪： | 13世纪 \| 14世纪 \| 15世纪 |
| 年代： | 1330年代 \| 1340年代 \| 1350年代 \| 1360年代 \| 1370年代 \| 1380年代 \| 1390年代                                                         |
| 年份： | 1357年 \| 1358年 \| 1359年 \| 1360年 \| 1361年 \| 1362年 \| 1363年 \| 1364年 \| 1365年 \| 1366年 \| 1367年                               |
| 纪年： | 壬寅年（虎年）；元至正二十二年；韓林兒龍鳳八年；陈友谅大义三年；明玉珍天啟七年；越南大治五年；日本南朝正平十七年，北朝康安二年，貞治元年 |

## 大事记
- 帖木兒在故鄉附近地區進行綏靖時，被打傷成了瘸子，因此人稱跛子帖木兒。
- 陳友諒派兵再次攻陷安慶，不久被朱元璋擊退，其部將吳宏以饒州投降，王溥以建昌投降，胡廷瑞以龍興投降。
- 元朝委任燕只不花為福建行省平章政事，但駐守福州的亦思巴奚軍首领賽甫丁卻緊閉城門、拒絕讓燕只不花進入，燕只不花隨即調集陳友定等福建各路軍隊圍攻福州城，賽甫丁戰敗返回泉州，從此失勢。
- 紅巾軍將領胡大海在婺州被殺，耿再成在處州被殺，叛將歸降張士誠。
- 張士誠派軍攻打諸暨，諸暨守將謝再興堅守，擊敗張士誠軍，收復處州。
- 遜尼派穆斯林那兀納通過兵變，殺死泉州亦思巴奚軍領導人阿迷里丁，並取而代之統治泉州。
- 英格蘭國王愛德華三世封黑太子愛德華為阿基坦亲王。

## 出生
- 仁孝文皇后，明成祖朱棣嫡后（1362年－1407年，45岁）

## 逝世
- 胡大海，红巾军将领
- 耿再成，红巾军将领
- 王恺，红巾军官员
- 丁普郎，红巾军将领
- 叶琛，红巾军官员
- 邵荣，红巾军将领
- 阿迷里丁，泉州亦思巴奚軍領導人，什葉派穆斯林。